# هيو بيل (مصور)
هيو بيل (بالإنجليزية: Hugh Bell)‏ هو مصور أمريكي، ولد في 22 يونيو 1927، وتوفي في 31 أكتوبر 2012.